# Emden (Illinois)
Emden – wieś w Stanach Zjednoczonych, w stanie Illinois, w hrabstwie Logan.